# Daniel Malmedahl
Daniel Malmedahl född 12 augusti 1980 i Göteborg är en försäljare av datorkomponenter från Göteborg som gick högstadiet på Rådaskolan i Mellerud. Han är nog mest känd för sin förmåga att härma motorljud. I det mest kända exemplet härmar han en tvåtaktsmotor, en Zündapp moped. Ljudet blev uppsnappat av företaget Jamba och dessa komponerade en ringsignal som genast blev mycket populär. Det tog ett tag för omvärlden att få reda på vem som var den egentliga skaparen av "Crazy Frog" (tillsammans med Erik Wernquist).
Har gjort låtar som Bamsesagan, och Tvåtaktaren som nu blivit känd som "Crazy Frog".